# Nouzet
Der Nouzet ist ein kleiner Fluss im Zentrum von Frankreich, der im Département Cher der Region Centre-Val de Loire östlich der Stadt Châteauroux verläuft.

## Geografie

### Verlauf
Der Nouzet entspringt an der Gemeindegrenze von La Celle-Condé und Saint-Hilaire-en-Lignières, verläuft mit einem Bogen über West generell in nördlicher Richtung und mündet nach insgesamt rund 15 Kilometern im Gemeindegebiet von Mareuil-sur-Arnon als linker Nebenfluss in den Arnon.

### Orte am Fluss
(Reihenfolge in Fließrichtung)
- La Brande de Rossine, Gemeinde Saint-Hilaire-en-Lignières
- Le Feuilloux, Gemeinde La Celle-Condé
- Chezal-Benoît
- Saint-Domain, Gemeinde Mareuil-sur-Arnon

## Sehenswürdigkeiten
- Abbaye Saint-Pierre de Chezal-Benoît, Ehemalige Abtei aus dem 13. Jahrhundert am Flussufer in Chezal-Benoît – Monument historique[4]